# NGC 5753
NGC 5753 (również PGC 52695) – galaktyka spiralna (S), znajdująca się w gwiazdozbiorze Wolarza. Odkrył ją Lawrence Parsons 1 kwietnia 1878 roku.

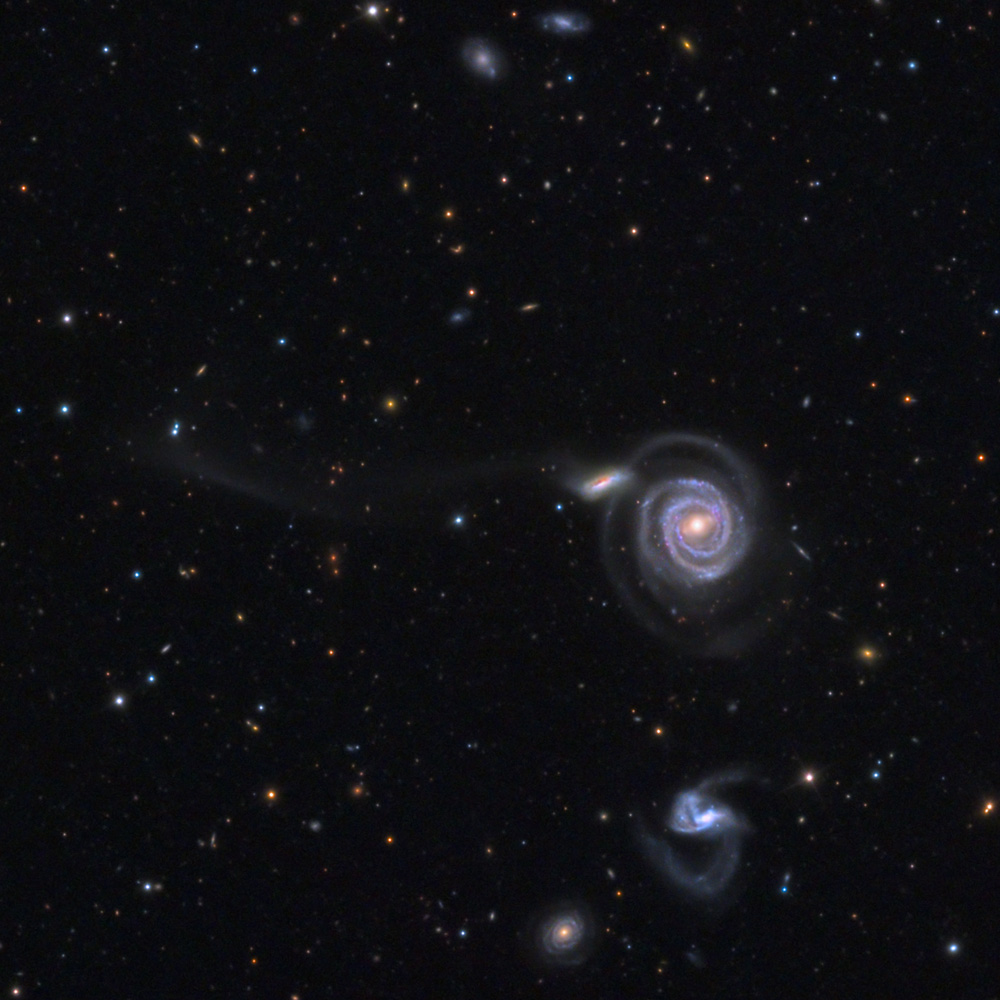
Arp 297. NGC 5753 to mała galaktyka blisko dolnej krawędzi zdjęcia, NGC 5755 znajduje się powyżej i na prawo od niej. Na prawo od centrum leżą NGC 5752 i NGC 5754 (Mount Lemmon SkyCenter)

Wraz z galaktykami NGC 5752, NGC 5754 i NGC 5755 została skatalogowana jako Arp 297 w Atlasie Osobliwych Galaktyk Haltona Arpa. Jednak tylko jedna z nich, NGC 5755, prawdopodobnie znajduje się w zbliżonej odległości od Ziemi (około 427 mln lat świetlnych) i być może oddziałuje z nią grawitacyjnie, o czym miałby świadczyć zaburzony kształt NGC 5755. Według niektórych pomiarów NGC 5753 może jednak mieć znacznie wyższe przesunięcie ku czerwieni niż NGC 5755 (baza SIMBAD podaje wartość 0,05970 z publikacji z 2013 roku), co oznaczałoby, że znajduje się w dużo większej odległości i nie ma żadnego fizycznego związku między tymi galaktykami.
NGC 5753 to galaktyka z aktywnym jądrem typu LINER.